# Прачия Пинкаю
Прачия Пинкаю (ปรัชญา ปิ่นแก้ว; родился 2 сентября 1962 года в провинции Накхонратчасима) — таиландский режиссёр, продюсер и сценарист.

## Биография
В 1985 году Прачия закончил архитектурный факультет Nakhon Ratchasima Technology College в провинции Накхонратчасима. После завершения учёбы он работал креативным директором в рекламном агентстве, а с 1992 года и в качестве режиссёра музыкальных клипов.
В том же году вышел его первый полнометражный кинофильм «The Magic Shoes» и после «Romantic Blues» (1993/1994), прежде чем он сконцентрировался на продюсировании фильмов и основании фирмы Baa-Ram-Ewe, которой он управляет и по настоящее время.
На сегодняшний день Пинкаю в основном продюсирует, и с 2003 года является президентом Thai Film Association.
Мировую известность Пинкаю получил после выхода в 2003 году фильма «Онг Бак», в создании которого он участвовал как режиссёр. В фильме использовались очень сложные трюки и боевая хореография с широким применением до тех пор практически неизвестного за пределами Таиланда боевого искусства муай-боран. Фильм превратил Тони Джа в звезду фильмов с боевыми искусствами.

## Избранная фильмография

### Режиссёр
- 1992: The Magic Shoes (Rawng tah laep plaep)
- 1995: Dark Side Romance (เกิดอีกที ต้องมีเธอ; Goet iik thii tawng mii theu)
- 2003: Онг Бак (องค์บาก)
- 2005: Честь дракона (ต้มยำกุ้ง; Tom Yum Goong)
- 2008: Шоколад (ช็อคโกแลต)

### Продюсер
- 2001: Body Jumper (ปอบหวีดสยอง; Pop weed Sayong)
- 2002: Heaven’s Seven (7 ประจัญบาน; 7 pra-jan-barn)
- 2002: 999 — Final Destination Death (ต่อ ติด ตาย 999-9999)
- 2002: Hoedown Showdown (มนต์เพลงลูกทุ่งเอฟเอ็ม; Monpleng Luktung)
- 2003: Sayew (สยิว)
- 2003: The Unborn (เฮี้ยน)
- 2003: Fake (เฟค โกหกทั้งเพ)
- 2004: Pisaj (คน ผี ปีศาจ)
- 2004: Телохранитель (บอดี้การ์ดหน้าเหลี่ยม)
- 2004: Рождённый сражаться (เกิดมาลุย; Kerd ma lui)
- 2005: Cherm — Midnight my Love (เฉิ่ม; Cherm)
- 2005: Честь дракона (ต้มยำกุ้ง; Tom Yum Goong)
- 2006: Ртутный человек (มนุษย์เหล็กไหล; Ma noot lhek lai)
- 2006: Воин-динамит (คนไฟบิน; Kon fai bin)
- 2007: Любовь Сиам (รักแห่งสยาม)
- 2008: Шоколад (ช็อคโกแลต)
- 2008: Онг Бак 2 (องค์บาก 2)

### Сценарист
- 2003: Онг Бак (องค์บาก)
- 2005: Честь дракона (ต้มยำกุ้ง; Tom Yum Goong)

## Призы
- 2003: Orient Express Award Международного кинофестиваля в Каталонии в Сиджесе за Онг-Бак
- 2004: Action Asia Award Deauville Asian Filmfestival за Онг-Бак